# Baeva Livada, Gabrovo
Baeva Livada (în bulgară Баева Ливада) a fost un sat în comuna Sevlievo, regiunea Gabrovo,  Bulgaria. În martie 2013, satul a fost desființat și inclus în satul Mlecevo din aceeași comună.

## Demografie
Componența etnică a satului Baeva Livada
     Bulgari (65,38%)
     Romi (23,07%)
     Nicio identificare (11,53%)
     Altele (0%)
La recensământul din 2011, populația satului Baeva Livada era de 26 locuitori. Din punct de vedere etnic, majoritatea locuitorilor (65,38%) erau bulgari, cu o minoritate de romi (23,07%). Pentru 11,53% din locuitori nu este cunoscută apartenența etnică.